# テキサス植民地総督
テキサス植民地総督では、スペイン領テキサスを統治した総督を一覧で列挙する。

## 歴代総督
| 氏名                                             | 就任          | 退任         |
| ------------------------------------------------ | ------------- | ------------ |
| ドミンゴ・テラン・デ・ロス・リオス               | 1691年1月23日 | 1692年3月5日 |
| グレゴリオ・デ・サリナス・バローナ               | 1692年        | 1697年       |
| フランシスコ・クエルボ・イ・バルデス             | 1698年        | 1702年       |
| マティアス・デ・アギーレ                         | 1703年        | 1705年       |
| マルティン・デ・アラルコン                       | 1705年        | 1708年       |
| シモン・パディーリャ・イ・コルドバ               | 1708年        | 1712年       |
| ペドロ・デ・フェルミン・エチェベルス・イ・スビサ | 1712年        | 1714年       |
| フアン・バルデス                                 | 1714年        | 1716年       |
| マルティン・デ・アラルコン                       | 1716年        | 1719年       |
| ホセ・デ・アスロル・イ・ビルト・デ・ベラ         | 1719年        | 1722年       |
| フェルナンド・ペレス・デ・アルマサン             | 1722年        | 1727年       |
| メルチョル・デ・メディアビラ・イ・アスコナ       | 1727年        | 1730年       |
| フアン・アントニオ・ブスティロ・イ・セバロス     | 1730年        | 1734年       |
| マヌエル・デ・サンドバル                         | 1734年        | 1736年       |
| カルロス・ベニテス・フランキス・デ・ルーゴ       | 1736年        | 1737年       |
| プルデンシオ・デ・オロビオ・イ・バステラ         | 1737年        | 1741年       |
| トマス・フェリペ・デ・ウィントゥイセン           | 1741年        | 1743年       |
| フスト・ボネオ・イ・モラレス                     | 1743年        | 1744年       |
| フランシスコ・ガルシア・ラリオス                 | 1744年        | 1748年       |
| ペドロ・デル・バリオ・フンコ・イ・エスプリエラ   | 1748年        | 1751年       |
| ハシント・デ・バリオス・イ・ハウレギ             | 1751年        | 1759年       |
| アンヘル・デ・マルトス・イ・ナバレテ             | 1759年        | 1766年       |
| ウゴ・オコノル                                   | 1767年        | 1770年       |
| フアン・マリア・ビセンシオ                       | 1770年        | 1778年       |
| ドミンゴ・カベロ・イ・ロブレス                   | 1778年        | 1786年       |
| ベルナルド・ボナビア・イ・サパタ                 | 1786年        | 1786年       |
| ラファエル・マルティネス・パチェコ               | 1786年        | 1790年       |
| マヌエル・ムーニョス                             | 1790年        | 1798年       |
| ホセ・イリゴイエン                               | 1798年        | 1800年       |
| フアン・バウティスタ・エルゲサバル               | 1800年        | 1805年       |
| マヌエル・アントニオ・コルデロ・イ・ブスタマンテ | 1805年        | 1808年       |
| マヌエル・マリア・デ・サルセド                   | 1808年        | 1813年       |
| フアン・バウティスタ・デ・ラス・カサス           | 1811年        | 1811年       |
| シモン・デ・エレーラ                             | 1811年        | 1811年       |
| クリストバル・ドミンゲス                         | 1814年        | 1817年       |
| フアン・イグナシオ・ペレス                       | 1817年        | 1817年       |
| マヌエル・パルド                                 | 1817年        | 1817年       |
| アントニオ・マリア・マルティネス                 | 1817年        | 1821年       |